# لوكهيد التير
لوكهيد التير (بالإنجليزية: Lockheed Altair)‏ هي طائرة رياضية. أُنتجت في الولايات المتحدة. من صناعة شركة لوكهيد. كان أول طيران لها في 1930. صنع منها 11 طائرة.